# Silnice I/16
Die Silnice I/16 (tschechisch für: „Straße I. Klasse 16“) ist eine tschechische Staatsstraße (Straße I. Klasse).

## Verlauf

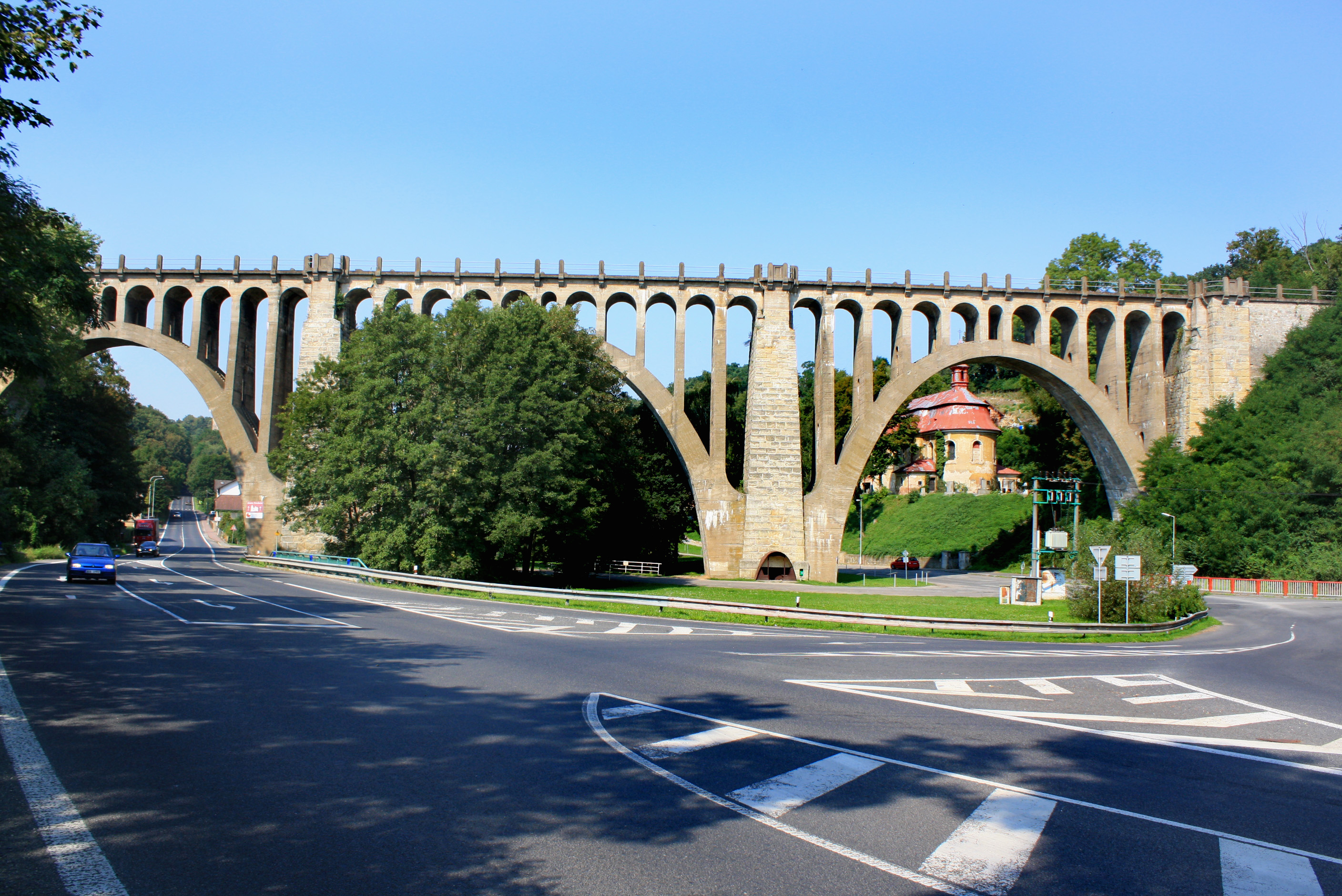
Die Straße mit der Eisenbahnbrücke in Krnsko

Die Straße zweigt in Řevničov (Rentsch) von der Silnice I/6 ab, führt in östlicher Richtung über die Kreuzung mit der Silnice I/7 durch Slaný (Schlan), umgeht Velvary (Welwarn) im Süden,
quert sodann die Autobahn Dálnice 8, überquert in Mělník die Elbe und kreuzt hier die Silnice I/9 und trifft südlich von Mladá Boleslav (Jungbunzlau) bei der Anschlussstelle (exit) 39 auf die Autobahn Dálnice 10 (Europastraße 65), die sie bei der Anschlussstelle 44 wieder in östlicher Richtung verlässt. Von hier aus verläuft sie weiter über Sobotka nach Jičín (Gitschin), das auf einer gemeinsam mit der Silnice I/35 (Europastraße 442) geführten Strecke umgangen wird. Sie trennt sich rund 6 Kilometer östlich von Jičín bei Úlibice (Aulibitz) wieder von der Silnice I/35 und verläuft nun in nordöstlicher Richtung über Nová Paka (Neupaka) und Pilníkov (Pilnikau) nach Trutnov (Trautenau), wo sie auf die Silnice I/14 trifft, mit der sie rund zwei Kilometer gemeinsam geführt ist, und wo die Silnice I/37 in südlicher Richtung abzweigt. Von Trutnov aus setzt sich die Straße in nordnordöstlicher Richtung nach Královec (Königshan) an der Grenze zu Polen fort und bildet auf polnischer Seite einen Teil der Droga krajowa 5 nach Bolków (Bolkenhain).
Die Länge der Straße beträgt knapp 191 Kilometer.

## Geschichte
Von 1940 bis 1945 bildete die Straße in ihrem westlichen Abschnitt bis Slaný einen Teil der Reichsstraße 361 und von Mladá Boleslav bis Úlibice einen Teil der Reichsstraße 177.